# Opór podatkowy
Opór podatkowy – niechęć do ponoszenia obowiązkowych świadczeń finansowych na rzecz państwa, zwłaszcza uiszczania podatku dochodowego.
Przy wysokiej stawce opodatkowania niektórzy ludzie wyrażają sprzeciw wobec płacenia podatków – w sposób legalny (przez manifestacje, zmianę preferencji wyborczych czy obchodzenie prawa podatkowego) lub nielegalny (przez uchylanie się od zobowiązań podatkowych).
Opór podatkowy może też mieć podłoże ideologiczne, zwłaszcza pacyfistyczne, anarchistyczne lub libertariańskie. Osoby wyznające takie poglądy uważają, iż rząd (lub inne instytucje państwowe, niekiedy samorządowe) przeznacza ich pieniądze na niemoralne cele (na przykład wojny) lub je marnotrawi (krytyka  interwencjonizmu).